# Himertosoma townesi
Himertosoma townesi är en stekelart som beskrevs av Dali Chandra och Gupta 1977. Himertosoma townesi ingår i släktet Himertosoma och familjen brokparasitsteklar. Inga underarter finns listade i Catalogue of Life.